# فرانك لوبوف

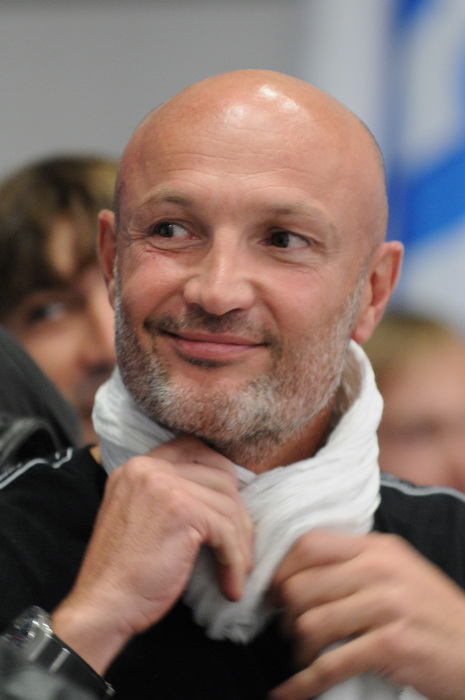
فرانك لوبوف

فرانك لوبوف (بالفرنسية: Frank Leboeuf)‏ المولود في 22 يناير من العام 1968 في Bouches-du-Rhône بالقرب من مارسيليا، لاعب كرة قدم فرنسي سابق يلعب في خط الدفاع. يلعب مع الفريق الفرنسي الدولي وآخر نادي قد لعب معه هو السد القطري وقد فاز وفريقه في كأس العالم 1998.

## روابط خارجية
- فرانك لوبوف على موقع IMDb (الإنجليزية)
- فرانك لوبوف على موقع ألو سيني (الفرنسية)
- فرانك لوبوف على موقع ديسكوغز (الإنجليزية)
- فرانك لوبوف على موقع قاعدة بيانات الفيلم (الإنجليزية)
- فرانك لوبوف على موقع الاتحاد الدولي (مؤرشف)  (الإنجليزية)
- فرانك لوبوف على موقع قاعدة بيانات كرة القدم.إي يو (الإنجليزية)
- فرانك لوبوف على موقع ليكيب (الفرنسية)
- فرانك لوبوف على موقع ناشيونال فوتبول تيمز (الإنجليزية)
- فرانك لوبوف على موقع Soccerbase.com (لاعب) (الإنجليزية)
- فرانك لوبوف على موقع Soccerway.com (الإنجليزية)
- فرانك لوبوف على موقع عالم كرة القدم.نت (الإنجليزية)
- فرانك لوبوف على موقع GSA (الإنجليزية)